# 1951 w literaturze

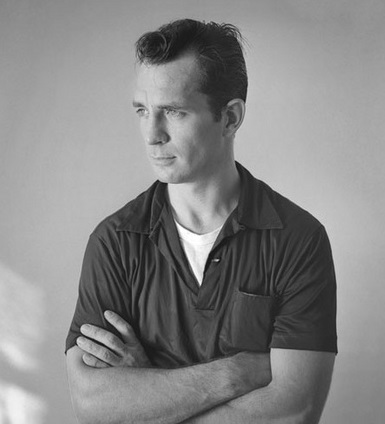
Jack Kerouac

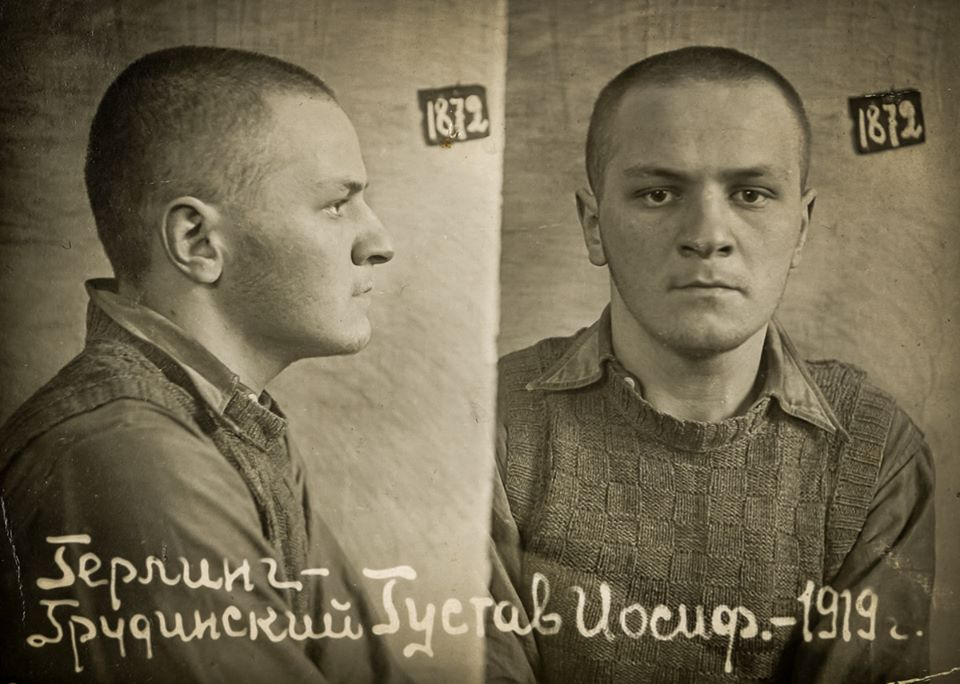
Gustaw Herling-Grudziński

Wydarzenia literackie w 1951 roku.

## Wydarzenia
- polskie
  - w Krakowie ukazał się pierwszy numer Życia Literackiego
  - w Warszawie założono Wydawnictwo Naukowe PWN
- zagraniczne
  - Jack Kerouac napisał powieść W drodze (On the Road)

## Nowe książki
- polskie
  - Gustaw Herling-Grudziński – Inny świat
  - Maria Kownacka – Dzieci z Leszczynowej Górki
  - Stanisław Lem – Astronauci
  - Melchior Wańkowicz – Ziele na kraterze
- zagraniczne
  - Albert Camus – Człowiek zbuntowany (L’Homme révolté)
  - Truman Capote – Harfa traw (The Grass Harp)
  - Agatha Christie
    - Spotkanie w Bagdadzie (They came to Baghdad)
    - The Under Dog and Other Stories

  - Robert A. Heinlein – Władcy marionetek (The Puppet Masters)
  - James Jones – Stąd do wieczności (From Here to Eternity)
  - Nikos Kazandzakis – Ostatnie kuszenie Chrystusa (Ο Τελευταίος Πειρασμός)
  - Zofia Kossak-Szczucka – The covenant: a novel of the life of Abraham the prophet
  - Clive Staples Lewis – Opowieści z Narnii: Książę Kaspian (Prince Caspian)
  - Jerome David Salinger – Buszujący w zbożu (The Catcher in the Rye)

## Nowe dramaty
- polskie
  - Stanisław Lem – Jacht „Paradise”. Sztuka w czterech aktach
- zagraniczne
  - Eugène Ionesco – Lekcja (La Leçon)
  - Tennessee Williams – Tatuowana róża (The Rose Tattoo)

## Nowe poezje
- polskie
  - Konstanty Ildefons Gałczyński – Niobe (poemat)
  - Tadeusz Różewicz – Czas, który idzie
- zagraniczne
  - Frank O’Hara – Zima miejska i inne wiersze (A City Winter and Other Poems)
  - Charles Causley – Farewell, Aggie Weston[1]

## Nowe prace naukowe
- zagraniczne
  - Hannah Arendt – Korzenie totalitaryzmu (The Origins of Totalitarianism)
  - Hugh Kenner – Poezja Ezry Pounda (The Poetry of Ezra Pound)
  - Willard Van Orman Quine – Z punktu widzenia logiki (Mathematical Logic)
  - Hans Reichenbach – Powstanie filozofii naukowej (The Rise of Sscientific Philosophy)
  - Tran Duc Thao – Fenomenologia i materializm dialektyczny (Phénoménologie et matérialisme dialectique)

## Urodzili się
- 3 stycznia – Rosa Montero, hiszpańska dziennikarka, pisarka i eseistka
- 21 stycznia – David Marusek, amerykański pisarz
- 22 stycznia – Kornelijus Platelis, litewski poeta, eseista i tłumacz
- 25 stycznia – Raphaël Confiant, martynikański pisarz
- 29 stycznia – Colin Thibert, francuski pisarz i scenarzysta
- 5 lutego – Elizabeth Swados, amerykańska pisarka (zm. 2016)
- 7 lutego – Marek Szyszko, polski rysownik komiksów i ilustrator książek
- 12 lutego – Zdzisław Smektała, polski dziennikarz, felietonista, literat (zm. 2018)
- 13 lutego – Katja Lange-Müller, niemiecka pisarka
- 15 lutego – Linda Grant, angielska pisarka i publicystka
- 23 lutego – Leevi Lehto, fiński poeta, tłumacz, programista (zm. 2019)
- 26 lutego – Jacek Brzozowski, polski historyk literatury, badacz romantyzmu (zm. 2017)
- 8 marca – Lidia Kulikovski, mołdawska bibliotekarka i bibliograf
- 12 marca – Susan Musgrave, kanadyjska pisarka anglojęzyczna
- 14 marca – Stefania Jagielnicka-Kamieniecka, polska dziennikarka, poetka i powieściopisarka
- 23 marca – Jerzy Samp, polski historyk literatury i pisarz (zm. 2015)
- 27 marca
  - Nigel Cawthorne, amerykański dziennikarz, pisarz, popularyzator historii, wydawca
  - Eduard Martin, czeski pisarz, poeta, dramaturg i wydawca
- 5 kwietnia – Nedim Gürsel, turecki pisarz
- 11 kwietnia – James Patrick Kelly, amerykański pisarz science fiction i fantasy, laureat nagród Nebula i Hugo
- 19 kwietnia – Pierre Lemaitre, francuski pisarz powieści kryminalnych
- 20 kwietnia – Zbigniew Mentzel, polski filolog, prozaik, eseista i felietonista
- 21 kwietnia – Brigit Pegeen Kelly, amerykańska poetka (zm. 2016)
- 26 kwietnia – Tor Bomann-Larsen, norweski pisarz i rysownik
- 3 maja – Tatjana Tołstoj, rosyjska pisarka i publicystka
- 10 maja – Petra Hammesfahr, niemiecka pisarka
- 20 maja – Wolfgang Büscher, niemiecki dziennikarz, pisarz i podróżnik
- 27 maja – Stepan Chapman, amerykański pisarz fantastyki (zm. 2014)
- 6 czerwca – Geraldine McCaughrean, brytyjska pisarka
- 10 czerwca – Alicia Giménez Bartlett, hiszpańska pisarka
- 15 czerwca – Jan Tulik, polski poeta, prozaik, dramatopisarz, eseista, publicysta, recenzent
- 17 czerwca – Starhawk, amerykańska pisarka i aktywistka
- 20 czerwca
  - Anna Bolecka, polska pisarka
  - Paul Muldoon, północnoirlandzki poeta
- 23 czerwca – Ylljet Aliçka, albański pisarz, scenarzysta filmowy, dyplomata
- 29 czerwca – Don Rosa, amerykański twórca komiksów,
- 14 lipca – Věra Kopecká, czeska poetka, fotografka, tłumaczka i nauczycielka
- 17 lipca – Mark Bowden, amerykański dziennikarz i pisarz
- 20 lipca – Paulette Bourgeois, kanadyjska pisarka dla dzieci, twórczyni postaci żółwia Franklina
- 22 lipca – Jolanta Kozak, polska tłumaczka anglojęzycznych książek i wierszy
- 24 lipca – Wojciech Ligęza, polski historyk literatury, eseista, krytyk literacki
- 27 lipca – Bernardo Atxaga, baskijski pisarz
- 1 sierpnia – Wojciech Piotr Kwiatek, polski pisarz i tłumacz (zm. 2020)
- 12 sierpnia – Giulio Leoni, włoski pisarz
- 20 sierpnia
  - Greg Bear, amerykański pisarz science-fiction (zm. 2022)
  - Andrzej Romanowski, polski literaturoznawca
- 22 sierpnia
  - Jolanta Maria Kaleta, polska historyk i pisarka
  - Wacław Kostrzewa, polski poeta
- 23 sierpnia
  - Piotr Wojciech Kotlarz, polski pisarz, historyk i publicysta
  - Petr Šabach, czeski pisarz (zm. 2017)
- 24 sierpnia
  - Orson Scott Card, amerykański pisarz science-fiction
  - Oscar Hijuelos, amerykański pisarz pochodzenia kubańskiego (zm. 2013)
- 1 września
  - Salim Barakat, syryjsko-kurdyjski pisarz tworzący w języku arabskim
  - Timothy Zahn, amerykański pisarz science fiction
- 2 września – Marian Piegza, polski regionalista, publicysta i prozaik
- 3 września – Andrzej Bart, polski powieściopisarz, scenarzysta i reżyser
- 18 września – József Holdosi, węgierski pisarz narodowości romskiej (zm. 2005)
- 20 września
  - Alfred Angelo Attanasio, amerykański autor fantasy i science fiction
  - Javier Marías, hiszpański pisarz (zm. 2022)
- 30 września – Maria Bigoszewska, polska poetka
- 11 października – Louise Rennison, brytyjska pisarka (zm. 2016)
- 18 października – Terry McMillan, amerykańska autorka powieści obyczajowych
- 20 października – Eliot Pattison, amerykański prawnik i powieściopisarz
- 22 października – Elizabeth Hay, kanadyjska pisarka
- 3 listopada – Jan Faktor, czesko-niemiecki pisarz i tłumacz
- 16 listopada – Paula Vogel, amerykańska dramatopisarka
- 25 listopada
  - Charlaine Harris, amerykańska pisarka
  - Arturo Pérez-Reverte, hiszpański powieściopisarz
- 27 listopada – Wojciech Pestka, polski poeta, prozaik i tłumacz (zm. 2023)
- 4 grudnia – Régis Loisel, francuski twórca komiksów
- 8 grudnia – Bill Bryson, amerykański pisarz
- 9 grudnia – Ryszard Nycz, polski teoretyk i historyk literatury
- 13 grudnia – Jirō Asada, japoński pisarz
- 20 grudnia
  - Kate Atkinson, brytyjska pisarka
  - Waldemar Smaszcz, polski historyk literatury, krytyk, eseista, tłumacz
  - Teresa Tomsia, polska poetka, eseistka, animatorka kultury
- 22 grudnia – Charles de Lint, kanadyjski pisarz fantasy
- 27 grudnia – Zdzisław Jaskuła, polski poeta i pisarz (zm. 2015)
- 31 grudnia – Krystyna Stołecka, polska poetka, pisarka, felietonistka, redaktorka

Data dzienna nieznana
- Carol Birch, brytyjska pisarka
- Michał Kłobukowski, polski tłumacz literatury amerykańskiej i angielskiej
- Dorota Kozioł, polska pisarka i poetka, regionalistka
- Wolfgang Schorlau, niemiecki pisarz i dziennikarz
- Delia Sherman, amerykańska autorka fantasy i wydawca

## Zmarli
- 6 stycznia – Maila Talvio, fińska powieściopisarka i tłumaczka polskiej literatury (ur. 1871)
- 10 stycznia – Sinclair Lewis, amerykański pisarz (ur. 1885)
- 14 stycznia – Maxence van der Meersch, francuski pisarz (ur. 1907)
- 13 lutego – Lloyd Cassel Douglas, amerykański duchowny luterański i pisarz (ur. 1877)
- 19 lutego – André Gide, francuski prozaik, laureat Nagrody Nobla (ur. 1869)
- 28 lutego – Wsiewołod Wiszniewski, rosyjski dramatopisarz i prozaik (ur. 1900)
- 4 kwietnia – Sadegh Hedajat, perski prozaik (ur. 1903)
- 12 kwietnia – Henry De Vere Stacpoole, irlandzki pisarz (ur. 1893)
- 2 maja – Alphonse de Châteaubriant, francuski pisarz i eseista (ur. 1877)
- 25 maja – Paula Preradović, austriacka poetka i pisarka (ur. 1887)
- 30 maja – Hermann Broch, austriacki pisarz (ur. 1886)
- 19 czerwca – Angelos Sikelianos, grecki poeta i dramaturg (ur. 1884)
- 3 lipca – Tadeusz Borowski, poeta polski (ur. 1922), zginął śmiercią samobójczą
- 31 sierpnia – Abraham Cahan, amerykański dziennikarz, publicysta i pisarz pochodzenia żydowskiego (ur. 1860)
- 17 października – Bernhard Kellermann, niemiecki pisarz (ur. 1879)
- 12 listopada – Konstantin Biebl, czeski poeta i pisarz (ur. 1898), zginął śmiercią samobójczą[2].
- 27 listopada – Božena Slančíková-Timrava, słowacka pisarka, dramaturg, publicystka, redaktorka, działaczka społeczna (ur. 1867)
- 4 grudnia – Pedro Salinas, hiszpański poeta i tłumacz, uznawany za głównego reprezentanta Pokolenia 27 (ur. 1891)
- 10 grudnia – Algernon Blackwood, brytyjski pisarz i dziennikarz (ur. 1869)

## Nagrody
- Nagroda Nobla – Pär Fabian Lagerkvist